# Суви До (Косовска Митровица)
Суви До (алб. Suhodoll) је насеље у општини Косовска Митровица, Косово и Метохија, Република Србија.

## Географија
Од Косовске Митровице је удаљено око три километра.

## Становништво
Према подацима из 2012. у насељу живи тридесетак српских породица.
| Демографија | Демографија | Демографија |
| Година      | Становника  | Становника  |
| ----------- | ----------- | ----------- |